# Terrenceville
Terrenceville est un petit village de pêche de la Péninsule de Burin à Terre-Neuve, Canada, au sud-ouest de Swift Current. Ce hameau était un arrêt du Canadien National avant le démantèlement de toutes les lignes de chemin de fer sur l'île au cours des années 1980.
Sa population était de 300 en 1940, de 521 en 1956 et 630 en 2001. La plupart de ceux-ci sont des descendants des colons originaux. Depuis plusieurs années, la population est en déclin à cause de la migration vers des villes offrant plus de possibilités d'emploi, du manque de service de santé et d'école secondaire à proximité. Entre autres, plusieurs familles se retrouvent en 2010 en Alberta où l'industrie pétrolière est en plein boom. En 2007, Terrenceville a organisé une première fête de retrouvailles, nommée Come Home Year. En septembre 2010, le village a durement été touché par l'ouragan Igor.

## Toponymie
Le village est connu comme Head of Fortune Bay et/ou Fortune Bay Bottom jusqu'en 1905. Il sera renommé par le nom du gouverneur anglais Terence O'Brien, qui fut Gouverneur colonial de Terre-Neuve entre 1889 et 1895.